# Aplochlora
Aplochlora is een geslacht van vlinders van de familie spanners (Geometridae), uit de onderfamilie Ennominae.

## Soorten
- A. eucosmeta Prout, 1916
- A. invisibilis Warren, 1897
- A. pseudossa Prout, 1932
- A. similis West, 1929
- A. vivilaca Walker, 1861